# А. Б. Радж
Энтони Бхаскар Радж (малаял. ന്റണി ഭാസ്‌കര്‍ രാജ്), известный также как А. Б. Радж (малаял. എ.ബി. രാജ്; 21 апреля 1925, Аллеппи, Британская Индия — 23 августа 2020, Ченнаи) — индийский кинорежиссёр
. Снял около 65 фильмов, преимущественно на малаялам, а также на тамильском и сингальском. Отец актрисы Сараньи Понваннан.

## Биография
Родился в 1925 году в Аллеппи, по другой версии в Мадурае, а из Аллеппи были родом его родители. Большую часть своей жизни провёл в штате Тамилнад. Начал работать в кино в конце 1940-х годов, став учеником на студии Modern Theaters и изучив звуковое проектирование, монтаж и другие технические аспекты создания фильмов под руководством Т. Р. Сундарама. 
Поскольку в 1940-х и 1950-х годах совместные проекты между режиссёрами, продюсерами и техниками в Южной Индии и Шри-Ланки были обычным явлением, в 1951 году Радж отправился в Шри-Ланку, чтобы стать сорежиссёром Раджа Вахаба Кашмира в фильме Banda Nagarayata Pemineema (досл.: «Банда приезжает в город», 1952). Коммерческий успех картины побудил Раджа остаться на острове.
Во время своего 10-летнего пребывания там он снял 11 сингальских фильмов. В этот период он также работал помощником режиссёра Дэвида Лина на съёмках «Мост через реку Квай», вышедшего на экраны в 1957 году.
Его успешная карьера в сингальском кино была прервана, когда правительство Шри-Ланки ввело ограничения на число иностранцев, работающих в сфере кино, чтобы поощрять местные таланты.
Вернувшись в Индию, Радж снял около 50 фильмов на малаялам в период с 1968 по 1985 год.
Первым из них был Kaliyalla Kalyanam. За ним последовал Kannur Deluxe (1969), известный как первое роуд-муви на малаялам; Marunnattil Oru Malayali (1971) — один из самых ранних фильмов на малаялам, в котором рассказывается о безработной молодежи штата, которая мигрирует в большие города в поисках работы и лучшей жизни; и Ezhuthatha Kadha (1970), получивший национальную премию как лучший фильм года на малаялам.
Среди других его работ — Lottery Ticket (1970), Neethi (1971), Sambhavami Yuge Yuge (1972), Nirthasala (1972), Kalippava (1972), Sasthram Jayichu Manushyan Thottu (1973), Pacha Nottukal (1973), Football Champion (1973), Light House (1976), Kazhukan (1979) и Thaalam Thettiya Tharattu (1983).
Большинство картин Раджа были коммерческими хитами.
Он также был известен своим высокоэффективным стилем работы, создавая фильмы за минимальные сроки, часто менее чем за 30 дней.
В 1971 году режиссёр снял свой первый фильм на тамильском языке под названием Thulliy Odum Pulliman.
Другой его фильм, Adima Changala (1981), был вдохновлен итальянским вестерном «Армия пяти» (1969). Картина также известна как дебютный проект композитора А. Р. Рахмана, сыгравшего в нём на клавишных. В конце 1970-х, когда карьера Раджа переживала затишье, он снял боевик Irumbazhikal (1979) с Премом Назиром, Джаяном и К. П. Уммером, ставший блокбастером и восстановивший его статус в киноиндустрии. Снятый в 1985 году, Ormikkan Omanikkan стал последним фильмом режиссёра.
А. Б. Радж был президентом Союза режиссёров Тамилнада. Среди его учеников — многие ветераны кино, включая Харихарана, И. В. Саси, П. Чандракумара и Раджашекхарана.
Режиссёр скончался 23 августа 2020 года в Ченнаи из-за остановки сердца. У него остались трое детей, в том числе известная актриса Саранья Понваннан.